# Беловаки
Беловаките (на латински: Bellovaci) са голямо белгийско племе в Северна Галия в целия днешен департамент Оаз, в северната част на Франция.
Техните съседи са нервиите, морините, ремиите и карнутите.
През 51 г. пр. Хр. техният вожд, Корей (Corréos), е водач на съюза на белгите (амбиани, атребати, калети, велиокаси) и авлерките в голямото въстание срещу Рим. След тяхната загуба против Цезар тяхната столица става Caesaromagus, днешен Бове (лат. Bellovacensis pagus).